# Seleção Sul-Sudanesa de Futebol
A Seleção Sul-Sudanesa de Futebol representa o Sudão do Sul (Sudão Meridional) em partidas oficiais. É controlada pela Associação de Futebol do Sudão do Sul, um órgão esportivo do governo sul-sudanês. Se filiou à FIFA em 25 de maio de 2016, sendo a mais nova seleção a ingressar na instituição. Ela também é filiada à CAF e à CECAFA.
O time é conhecido pela alcunha de "Estrelas Brilhantes", em referência à estrela na bandeira do país.

## Partidas
O selecionado realizou sua primeira partida internacional em 10 de julho de 2011, um dia após a independência do país, na capital Juba, em um amistoso não-oficial contra o Tusker FC (clube do Quênia). O Sudão do Sul abriu o placar aos 10 minutos de jogo com o atacante James Joseph Moga, mas perdeu de virada por 3 a 1.
Posteriormente, no dia 3 de agosto de 2011, também em Juba, o país empatou em 1 a 1 com o SC Villa (clube de Uganda) em sua segunda partida não-oficial.
Concentrando seus esforços nos bastidores da modalidade, o Sudão do Sul ao menos obteve melhores resultados no jogo político da FIFA. O primeiro passo foi dado em fevereiro de 2012, quando a federação local se adequou a todas as normas exigidas e conseguiu emplacar sua afiliação na CAF, se tornando o 54º membro da confederação.
A eleição da nova diretoria foi realizada no final de abril e Chabur Goc Alei acabou substituindo Oliver Mori Benjamin como presidente da SSFA (South Sudan Football Association). Os cartolas apresentaram também um pedido de admissão à FIFA, que não pôde ser aceito na época porque a entidade máxima do futebol mundial exigia que uma federação nacional fosse afiliada a uma confederação continental por pelo menos dois anos antes de ser aceita, o que adiaria esse sonho até 2014. Entretanto, tal procedimento foi alterado no último Congresso da FIFA (organizado em junho de 2012 na Hungria), medida que beneficiou imediatamente o Novo Sudão, aceito como o 209ª integrante da FIFA.
Visando profissionalizar o gerenciamento do selecionado local, a federação investiu na contratação de um treinador mais experiente. O sérvio Zoran Đorđević foi apontado para o cargo, assumindo também a responsabilidade pela estruturação das categorias de base.
Em 10 de julho de 2012, um dia após o primeiro aniversário de autonomia, o Sudão do Sul alcançou outro grande marco em sua curta trajetória, realizando o primeiro jogo oficial de sua seleção nacional. Dessa vez o adversário seria a vizinha Uganda, no Estádio de Juba, onde 22 mil pessoas se aglomeraram nas arquibancadas.
O Novo Sudão saiu em desvantagem no placar logo aos 10 minutos. Coube ao defensor e capitão Richard Justin, que atua no Al-Khartoum Club (time da Sudan Premier League), garantir o empate em cobrança de penalidade. Os ugandeses voltaram a ficar em vantagem ainda na etapa inicial, mas antes mesmo do intervalo, o prolífico James Joseph Moga reforçou sua condição de ídolo, assegurando a igualdade para delírio da nação.
No dia 5 de setembro o Sudão do Sul conquistou sua primeira vitória em sua história após superar o Guiné Equatorial pelas eliminatórias da Copa Africana das Nações de 2017.
Em 2021, foi convidada pela FIFA para disputar as eliminatórias para a Copa das Nações Árabes, porém, devido ao alto número de casos de COVID-19 entre os jogadores da seleção, a seleção desistiu de participar e foi considerada derrotada por W.O. pela Jordânia.